# Manuel Merelo y Calvo
Manuel Merelo y Calvo (Madrid, 1827-Madrid, 1901) fue un político, periodista y profesor español.

## Biografía
Nacido el 19 de junio de 1827, en Madrid, estudió en el colegio de Masarnau. Posteriormente ingresó en la escuela de ingenieros civiles, donde habría sido amigo de Práxedes Mateo Sagasta. En 1846 ganó la cátedra de matemáticas del Instituto de Jaén, de la que tomó posesión el 15 de abril de dicho año.
Autor de un Tratado de geografía y de un Compendio de la historia universal y particular de España, en 1851 desempeñó el cargo de director de caminos vecinales de la provincia de Teruel y en 1856 fue nombrado socio de la Económica Matritense. En 1865 se le concedió el título de socio de número de la Sociedad Abolicionista Española. Fue uno de los fundadores de la Sociedad Antropológica Española y fue redactor de los periódicos La Discusión y La Democracia.
Merelo, que fue también profesor del Instituto del Noviciado en Madrid, durante la revolución de 1854 se puso del lado de los liberales. Apoyó la idea de la unión ibérica en las columnas del periódico La Nueva España y, tras la revolución de 1868, fue diputado en las Cortes constitutentes de 1869 por la provincia de Ciudad Real, formando parte del grupo demócrata de Nicolás María Rivero. En 1881 fue elegido senador por la provincia de Ciudad Real, convirtiéndose en 1886 en senador vitalicio.
Falleció el 31 de octubre de 1901 en su ciudad natal.